# Meta Velander
Meta Velander, folkbokförd Eva Margareta Kjellson, född Velander den 13 augusti 1924 i Djursholm i Danderyds församling i Stockholms län, död 16 maj 2025 i Djursholm, var en svensk skådespelare.

## Biografi
Velander växte upp på Kungsholmen i Stockholm, nära Rålambshovsparken, och bodde där fram tills hon fyllde 21. Hon började spela teater redan under skoltiden. Hon studerade vid Dramatens elevskola 1947–1950, där hon bland annat var klasskamrat med kollegan Olof Thunberg. Velander kom därefter till Uppsala Stadsteater där hon var engagerad fram till 1957. Hon engagerades 1960 vid Stockholms stadsteater där hon, med kortare uppehåll, kom att arbeta under resten av sin karriär.
Meta Velander filmdebuterade 1945 i en minimal roll som "autografjägare" i Hasse Ekmans Kungliga patrasket. Under 1950-talet och 1960-talet dök hon sedan upp i småroller i filmer och TV-produktioner. 1974 gjorde hon en något större roll i TV-serien Huset Silfvercronas gåta som tant Hedvig. Velander spelade granntanten fru Palm i 1998 års TV-version av Pip-Larssons och 2003 gjorde hon en av de boende på äldreboendet Solbacken i Carin Mannheimers Solbacken Avd. E. Även under 2010-talet medverkade hon i ett antal filmer, och 2020 gjorde hon en mindre roll i TV-serien Älska mig.
Velander var sommarpratare i radioprogrammet Sommar i Sveriges Radio 1982 och 2010.

### Familj
Meta Velander var dotter till professorn och civilingenjören Edy Velander (1894–1961) och Maj Halle (1893–1984). Familjen tillhör släkten Velander från Småland. Hon var från 1949 gift med skådespelaren Ingvar Kjellson (1923–2014) och var bosatt i Djursholm.
Den 16 maj 2025 somnade Meta Velander in av hög ålder på ett äldreboende i Djursholm. Paret Kjellson är gravsatta i minneslunden på Djursholms begravningsplats.

## Priser och utmärkelser
- 2002 – Litteris et Artibus[12]
- 2016 – Teaterförbundets guldmedalj för "utomordentlig konstnärlig gärning".[13]

## Filmografi
| År   | Titel                                      | Roll                  | Notering |
| ---- | ------------------------------------------ | --------------------- | -------- |
| 1945 | Kungliga patrasket                         | Autografjägare        |          |
| 1950 | Medan staden sover                         | Servitris             |          |
| 1957 | Sommarnöje sökes                           | Radioteaterröst       | röst     |
| 1958 | Körkarlen                                  | Granne                |          |
| 1960 | Domaren                                    | Domarens sekreterare  |          |
| 1964 | Är du inte riktigt klok?                   | Boel                  |          |
| 1964 | Älskande par                               | En dam                |          |
| 1965 | För vänskaps skull                         | Vera Björk            |          |
| 1965 | Hängivelse                                 | Sufflös               |          |
| 1967 | Bränt barn                                 | Syster                |          |
| 1970 | Aristocats                                 | Amelia Gabble         | röst     |
| 1972 | Anderssonskans Kalle                       | Koloniföreståndarinna |          |
| 1972 | Mannen som slutade röka                    | Pressbyrådamen        |          |
| 1972 | Smekmånad                                  | fru Eriksson          |          |
| 1976 | Drömmen om Amerika                         | fru Hillström         |          |
| 1977 | Tabu                                       | Journalist            |          |
| 1977 | Bernard och Bianca                         | Madame Medusa         | röst     |
| 1980 | Mannen som gick upp i rök                  | Sekreterare           |          |
| 1980 | Marmeladupproret                           | Hovmästarinna         |          |
| 1981 | Höjdhoppar'n                               | Doris                 |          |
| 1986 | Mästerdetektiven Basil Mus                 | drottning Musioria    | röst     |
| 1989 | S/Y Glädjen                                | Faster                |          |
| 1990 | Exit                                       | Sufflös               |          |
| 1991 | Agnes Cecilia – en sällsam historia        | Vera                  |          |
| 1991 | Skönheten och odjuret                      | Mrs. Potts            | röst     |
| 1994 | Zorn                                       | Kari                  |          |
| 1999 | Pettson och Findus – Katten och gubbens år | Elsa                  | röst     |
| 2000 | Pettson och Findus – Kattonauten           | Elsa                  | röst     |
| 2001 | Sprängaren                                 | Thomas mor            |          |
| 2004 | Superhjältarna                             | Mrs. Hogenson         | röst     |
| 2010 | För kärleken                               | Elsa                  |          |
| 2013 | Bäst före                                  | Märta                 |          |
| 2016 | Beck – Sista dagen                         | Granntant             |          |

## TV-serier/TV-teater
| År        | Titel                               | Roll              | Notering                    |
| --------- | ----------------------------------- | ----------------- | --------------------------- |
| 1967      | Gumman som blev liten som en tesked | Sara Söderlund    | TV-serie, SVT:s julkalender |
| 1969      | Pippi Långstrump                    | Expedit           | TV-serie                    |
| 1970      | Röda rummet                         | Änka              | TV-serie                    |
| 1973      | Herrarna i hagen                    | Granne            | TV-serie                    |
| 1973      | Någonstans i Sverige                | Viola Berglund    | TV-serie                    |
| 1974      | Huset Silfvercronas gåta            | tant Hedvig       | TV-serie                    |
| 1975      | Mina barn eller dina                | Elsa              | TV-film                     |
| 1978      | Kärlek genom ett fönster            | fru Almén         | TV-teater                   |
| 1978      | Bröllopsfesten                      | Agnes             | TV-serie                    |
| 1978      | Utflykt till verkligheten           | Jonas mor         | TV-serie                    |
| 1979      | Barbies värld                       | Expedit           |                             |
| 1979      | Jul igen hos Julofsson              |                   | TV-serie                    |
| 1980      | Det vita lyser i mörkret            | fru Johansson     | TV-film                     |
| 1981–1982 | Svenska Sesam                       | Gladys Besk       | TV-serie                    |
| 1981      | Ett solklart fall                   | SÄPO-minister     | TV-film                     |
| 1982      | Trollkarlens pojke                  | Värdinna          | TV-serie                    |
| 1983      | Spanarna                            | Hushållerska      | TV-serie                    |
| 1986      | White Lady                          | May               | TV-film                     |
| 1987      | Titties salong                      | Sara              | TV-serie                    |
| 1988      | Xerxes                              | Dam med pudlar    | TV-serie                    |
| 1988      | Kråsnålen                           | Dam               | TV-serie                    |
| 1988      | Alice Babs bor inte här längre      | Fanny             | TV-film                     |
| 1990      | S*M*A*S*H                           | Alex mor          | TV-serie                    |
| 1991      | Sunes jul                           | farmor            | TV-serie, SVT:s julkalender |
| 1993      | Allis med is                        | Grevinna          | TV-serie                    |
| 1995      | Esters testamente                   | Ester Karlsson    | TV-serie                    |
| 1995      | Rederiet                            | Dagny             | TV-serie                    |
| 1997      | Tartuffe - hycklaren                | Pernelle          | TV-serie                    |
| 1997      | Skärgårdsdoktorn                    | Sally             | TV-serie                    |
| 1997      | Vänner och fiender                  | Siv               | TV-serie                    |
| 1998      | Pip-Larssons                        | fru Palm          | TV-serie                    |
| 2002      | Stackars Tom                        | Ulla              | TV-serie                    |
| 2003      | Solbacken: Avd. E                   | Eva, professorska | TV-serie                    |
| 2008      | Om ett hjärta                       | Nea               | TV-serie                    |
| 2014      | Den fjärde mannen                   | Granne            | TV-serie                    |
| 2020      | Älska mig                           | moster Anna       | TV-serie                    |

## Teater

### Roller (ej komplett)
| År   | Roll                                            | Produktion                                                                                               | Regi                       | Teater                        |
| ---- | ----------------------------------------------- | --- | -------------------------- | ----------------------------- |
| 1948 | Jane Murdstone                                  | David Copperfield Charles Dickens och Max Maurey                                                         | Olle Hilding               | Dramaten                      |
| 1949 | Råttan Nisse                                    | Lycko-Pers resa August Strindberg                                                                        | Göran Gentele              | Dramaten                      |
| 1949 | Axe                                             | Sanningens pärla Zacharias Topelius                                                                      | Keve Hjelm                 | Dramaten                      |
| 1949 | Madge Shelton                                   | En dag av tusen (Anne of the Thousand Days) Maxwell Anderson                                             | Olof Molander              | Dramaten                      |
| 1950 | Första kvinnan                                  | Brand Henrik Ibsen                                                                                       | Alf Sjöberg                | Dramaten                      |
| 1950 | Martha                                          | En radiobragd (Radio Rescue) Charlotte Chorpenning                                                       | Arne Ragneborn             | Dramaten                      |
| 1951 | Fröken Angelique, hovmarskalkinnans dotter Maja | Amorina Carl Jonas Love Almqvist                                                                         | Alf Sjöberg                | Dramaten                      |
| 1956 |                                                 | Boyfriend (The Boy Friend) Sandy Wilson                                                                  | Lars Barringer             | Upsala-Gävle stadsteater      |
| 1957 | Sekreteraren                                    | Domaren Vilhelm Moberg                                                                                   | Per-Axel Branner           | Intiman                       |
| 1958 | Charlotta Ivanovna                              | Körsbärsträdgården (Вишнёвый сад, Visjnjovyj sad) Anton Tjechov                                          | Sandro Malmquist           | Riksteatern                   |
| 1959 | Jacqueline                                      | Oscar Claude Magnier                                                                                     | Gösta Folke                | Folkparksturné/ Lilla Teatern |
| 1960 | Kristin                                         | Fröken Julie August Strindberg                                                                           |                            | Stockholms stadsteater        |
| 1961 | damen i grått                                   | Ett experiment                                                                                           |                            | Stockholms stadsteater        |
| 1962 | Rose                                            | Sagoprinsen Vilhelm Moberg                                                                               | Carl Johan Ström           | Stockholms stadsteater        |
| 1962 | Maria                                           | Trettondagsafton William Shakespeare                                                                     |                            | Stockholms stadsteater        |
| 1962 | Tjuvens hustru                                  | Tjuvar, lik och fala qvinnor                                                                             |                            | Stockholms stadsteater        |
| 1963 | svägerskan                                      | Den kaukasiska kritcirkeln (Der kaukasische Kreidekreis) Bertolt Brecht                                  |                            | Stockholms stadsteater        |
| 1963 | Emerita                                         | Bara en barberare (Histoire de Vasco) Georges Schehadé                                                   | Lars-Levi Læstadius        | Stockholms stadsteater        |
| 1963 | Tant Pola, ensam änka                           | Tre näktergalar 17                                                                                       |                            | Stockholms stadsteater        |
| 1963 | Euphrosyne Siv m. fl.                           | Lax, lax, lerbak Alf Henrikson                                                                           | Carl Johan Ström           | Stockholms stadsteater        |
| 1963 | En bondkvinna                                   | Bröllop hos Tattarns                                                                                     |                            | Stockholms stadsteater        |
| 1963 | Mamma Knota                                     | Barna Hedenhös blir stockholmare                                                                         |                            | Stockholms stadsteater        |
| 1964 | Kvinnan Aicha                                   | Skärmarna (Les Paravents) Jean Genet                                                                     | Per Verner-Carlsson        | Stockholms stadsteater        |
| 1964 | Fru Hills                                       | Klaga månde Elektra (Mourning Becomes Electra) Eugene O'Neill                                            |                            | Stockholms stadsteater        |
| 1964 | Lucy Brown                                      | Tolvskillingsoperan (Die Dreigroschenoper) Kurt Weill och Bertolt Brecht                                 | Hans Dahlin                | Stockholms stadsteater        |
| 1965 | Andrée Alvar                                    | Gigi |                            | Stockholms stadsteater        |
| 1965 | En kvinna av folket                             | Isabella (Isabella, tre caravelle e un cacciaballe) Dario Fo                                             | Frank Sundström            | Stockholms stadsteater        |
| 1965 | Medverkande                                     | 13 quinnor Sandro Key-Åberg, Sonja Åkesson, Robban Broberg, Björn Lindroth , Lars Löfgren och Carl Anton | Christian Lund             | Stockholms stadsteater        |
| 1966 | en kvinnlig sekreterare                         | Trädgårdsfesten                                                                                          |                            | Stockholms stadsteater        |
| 1966 | Mrs Boocock                                     | Oss åsnor emellan                                                                                        |                            | Stockholms stadsteater        |
| 1966 | Lisa                                            | Nya Wermländingarne Sandro Key-Åberg                                                                     | Christian Lund             | Stockholms stadsteater        |
| 1967 | Fru Jackson                                     | Leva som svin (Live Like Pigs) John Arden                                                                | Sten Lonnert               | Stockholms stadsteater        |
| 1967 | Fevronja                                        | Revisorn (Ревизор, Revizor) Nikolaj Gogol                                                                |                            | Stockholms stadsteater        |
| 1968 | Slaktarfrun                                     | Jaktscener (Jagdszenen aus Niederbayern) Martin Sperr                                                    | Ernst Günther              | Stockholms stadsteater        |
| 1968 | Angustias                                       | Bernardas hus (La casa de Bernarda Alba) Federico Garcia Lorca                                           | Bengt Ekerot               | Stockholms stadsteater        |
| 1968 |                                                 | Revyn |                            | Stockholms stadsteater        |
| 1969 | Lily                                            | Porgy and Bess George och Ira Gershwin                                                                   |                            | Stockholms stadsteater        |
| 1969 | Magdelone                                       | Den rastlöse herrn (Den stundesløse) Ludvig Holberg                                                      |                            | Stockholms stadsteater        |
| 1969 | fru Flimnap m.fl.                               | Gullivers resor Daniel Defoe                                                                             |                            | Stockholms stadsteater        |
| 1969 |                                                 | Ivar Kreugers Svindlande affärer                                                                         |                            | Stockholms stadsteater        |
| 1970 | Miss Prism                                      | Mr Ernest (The Importance of Being Earnest) Oscar Wilde                                                  |                            | Stockholms stadsteater        |
| 1970 |                                                 | Buss på stan                                                                                             |                            | Stockholms stadsteater        |
| 1971 | Mi Tzü                                          | Den goda människan i Sezuan (Der gute Mensch von Sezuan) Bertolt Brecht                                  |                            | Stockholms stadsteater        |
| 1971 |                                                 | Mr President                                                                                             |                            | Stockholms stadsteater        |
| 1972 |                                                 | 2172 … A kind of cabaret                                                                                 |                            | Stockholms stadsteater        |
| 1972 | Karolina                                        | Lars Anders och Jan Anders och deras barn                                                                |                            | Stockholms stadsteater        |
| 1974 | Emily White                                     | Bröllopsfesten (The Wedding Feast) Arnold Wesker                                                         | Gun Arvidsson              | Stockholms stadsteater        |
| 1974 |                                                 | Beteendelek                                                                                              |                            | Stockholms stadsteater        |
| 1975 | markisinnan baronessan                          | Optimisten                                                                                               |                            | Stockholms stadsteater        |
| 1975 | Joséphine Lamarre                               | Pariserliv                                                                                               |                            | Stockholms stadsteater        |
| 1977 | Värdinnan i Tetschen                            | Slaget vid Lobositz (Schlacht bei Lobositz) Peter Hacks                                                  | Friedo Solter              | Stockholms stadsteater        |
| 1977 | Kafévärdinnan partyvärd                         | Drottningjakten                                                                                          |                            | Stockholms stadsteater        |
| 1978 |                                                 | Dyra fosterland                                                                                          |                            | Stockholms stadsteater        |
| 1978 |                                                 | Kärnklart                                                                                                |                            | Stockholms stadsteater        |
| 1978 |                                                 | Här fattas beslut                                                                                        |                            | Stockholms stadsteater        |
| 1979 | syster Andersson                                | Är det inte mitt liv kanske!                                                                             |                            | Stockholms stadsteater        |
| 1980 | advokat utredare                                | När berget sprack                                                                                        |                            | Stockholms stadsteater        |
| 1980 | fru Vedin Karin m.fl                            | Häxfisken                                                                                                |                            | Stockholms stadsteater        |
| 1980 | Fru Stiltzer                                    | Hoppla, vi lever! (Hoppla, wir leben!) Ernst Toller                                                      | Fred Hjelm                 | Stockholms stadsteater        |
| 1981 | Elena Ianiello                                  | Lördag, söndag, måndag (Sabato, domenica e lunedi) Eduardo De Filippo                                    | Andris Blekte              | Stockholms stadsteater        |
| 1981 | Madeleine Plommer                               | Den bästa av världar                                                                                     |                            | Stockholms stadsteater        |
| 1982 | Fru Higby                                       | Maratondansen (They Shoot Horses Don't They?) Horace McCoy                                               | Fred Hjelm                 | Stockholms stadsteater        |
| 1982 | Den skabbiga örnen                              | Natt på cirkusen                                                                                         |                            | Stockholms stadsteater        |
| 1983 | Miss Gilchrist                                  | Gisslan (The Hostage) Brendan Behan                                                                      | Kåre Santesson             | Stockholms stadsteater        |
| 1984 |                                                 | Skottårsrevyn                                                                                            |                            | Stockholms stadsteater        |
| 1984 |                                                 | Så in i norden! – En blåögd revy                                                                         |                            | Stockholms stadsteater        |
| 1985 | Telefonisten                                    | Herr Puntila och hans dräng Matti (Herr Puntila und sein Knecht Matti) Bertolt Brecht                    | Fred Hjelm                 | Stockholms stadsteater        |
| 1986 | Fouquier frisören                               | Affären Danton                                                                                           |                            | Stockholms stadsteater        |
| 1986 | Duennan Modern Marguerite                       | Cyrano de Bergerac Edmond Rostand                                                                        |                            | Stockholms stadsteater        |
| 1987 | Fanny                                           | Alice Babs bor inte här längre                                                                           |                            | Stockholms stadsteater        |
| 1987 | Hera                                            | Freden                                                                                                   |                            | Stockholms stadsteater        |
| 1988 | Rebecca Huntley-Pike                            | En för alla                                                                                              |                            | Stockholms stadsteater        |
| 1989 | änkan Douglas                                   | Huckleberry Finn Mark Twain                                                                              |                            | Stockholms stadsteater        |
| 1989 | Modern strandkvinna                             | Brand |                            | Stockholms stadsteater        |
| 1990 |                                                 | Beteendelek-saker                                                                                        |                            | Stockholms stadsteater        |
| 1995 | Frau Schmit                                     | Sound of Music Richard Rodgers och Oscar Hammerstein II                                                  | Trond Lie                  | Göta Lejon                    |
| 1998 | Vera Klein                                      | Makten och härligheten (The Absence of War) David Hare                                                   | Benny Fredriksson          | Stockholms stadsteater        |
| 1998 | Ida                                             | 70, girls, 70                                                                                            |                            | Stockholms stadsteater        |
| 1998 | Första guden                                    | Den goda människan från Sezuan (Der gute Mensch von Sezuan) Bertolt Brecht                               | Thorsten Flinck            | Dramaten                      |
| 2001 | Anfisa                                          | Systrarna Per Olov Enquist                                                                               | Benny Fredriksson          | Stockholms stadsteater        |
| 2001 | Madeleine Sjuksköterskan                        | Piaf Pam Gems                                                                                            |                            | Stockholms stadsteater        |
| 2002 | Tant Lundin Farmor                              | Mio, min Mio Kristina Lugn efter Astrid Lindgrens roman                                                  | Stina Ancker               | Stockholms stadsteater        |
| 2003 | En gammal sköka hustrun gumman                  | Den goda människan i Sezuan (Der gute Mensch von Sezuan) Bertolt Brecht                                  |                            | Stockholms stadsteater        |
| 2004 | Andre clownen                                   | Hamlet William Shakespeare                                                                               | Philip Zandén              | Stockholms stadsteater        |
| 2005 | Betty                                           | Elektratrilogin (Mourning Becomes Electra) Eugene O'Neill                                                | Alexander Öberg            | Stockholms stadsteater        |
| 2005 | Madeleine Palmer                                | Två kvinnor (The Breath of Life) David Hare                                                              | Eva Gröndahl               | Stockholms stadsteater        |
| 2006 | medverkande                                     | Röda Havet 2                                                                                             |                            | Stockholms stadsteater        |
| 2007 | fru Grubach                                     | Nya Processen                                                                                            |                            | Stockholms stadsteater        |
| 2007 | Nell                                            | Slutspel (Fin de partie) Samuel Beckett                                                                  |                            | Stockholms stadsteater        |
| 2008 | Abby Brewster                                   | Arsenik och gamla spetsar (Arsenic and Old Lace) Joseph Kesselring                                       | Eva Dahlman (skådespelare) | Stockholms stadsteater        |
| 2009 | Ulla                                            | Sista dansen Carin Mannheimer                                                                            | Malin Stenberg             | Stockholms stadsteater        |
| 2010 | Rut                                             | Rut och Ragnar Kristina Lugn                                                                             |                            | Stockholms stadsteater        |
| 2012 | Rosa                                            | Olof Palme                                                                                               |                            | Stockholms stadsteater        |
| 2012 | Ondine                                          | Peter Pan och Wendy (Peter Pan and Wendy) J.M. Barrie i ny version av Anders Duus                        | Pia Johansson              | Stockholms stadsteater        |
| 2012 | Annlouise                                       | I sista minuten Carin Mannheimer                                                                         | Sissela Kyle               | Stockholms stadsteater        |
| 2014 | Gamla kvinnan                                   | Fåglar                                                                                                   |                            | Kulturhuset Stadsteatern      |
| 2015 | Emma                                            | Farmor och vår Herre Hjalmar Bergman                                                                     | Maria Löfgren              | Kulturhuset Stadsteatern      |
| 2016 | Vera                                            | Nattorienterarna Kristina Lugn                                                                           | Eva Dahlman                | Kulturhuset Stadsteatern      |
| 2018 |                                                 | Och så levde de lyckliga Lotta Olsson                                                                    | Sissela Kyle               | Kulturhuset Stadsteatern      |
| 2020 | Medverkande på distans                          | Det stora teaterkalaset Calle Norlén                                                                     | Sissela Kyle               | Kulturhuset Stadsteatern      |

## Radioteater
| År   | Roll                   | Produktion                                         | Regi        |
| ---- | ---------------------- | -------------------------------------------------- | ----------- |
| 1952 | Väninnan Eva Lundin    | Hillmans semester: Vatten över huvet Folke Mellvig | Lars Madsén |
| 1995 | Lobelia Säcksta-Bagger | Sagan om Ringen J.R.R. Tolkien                     | Tomas Blom  |